# Place Pablo-Neruda
La place Pablo-Neruda (en catalan : plaça de Pablo Neruda) est une place publique du centre de Barcelone.

## Situation
La place est située dans le quartier de la Sagrada Família, de l'arrondissement de l'Eixample. De forme triangulaire, elle est limitée par la rue d'Aragon au nord, la rue de Lépante à l'est et l'avenue Diagonale au sud et comprend deux parties séparées par la rue de la Marina.

## Historique
En 1979, l'îlot triangulaire situé à l'ouest de la rue de la Marina est aménagé et prend le nom de Pablo Neruda. La partie orientale de la place, de forme trapézoïdale est inaugurée le 14 décembre 1984 sous le nom de place de l'Hispanité. Le 7 mars 2017, le conseil de l'arrondissement de l'Eixample décide de rebaptiser l'ensemble du nom de Pablo Neruda.

## Art
Située à l'est de la place sur une façade aveugle, une peinture murale en trompe-l'œil appelée les Balcons de Barcelone (es) représente une trentaine de Catalans célèbres comme Antoni Gaudí, Joan Miró ou Pablo Casals, mais aussi Pablo Picasso. Elle a été réalisée en 1992 par le groupe lyonnais CitéCréation.